# The Towering Inferno
The Towering Inferno (br: Inferno na torre / pt: A torre do inferno) é um filme estadunidense de 1974 dirigido por John Guillermin e Irwin Allen e com roteiro baseado nos livros The Tower, de Richard Martin Stern, e The Glass Inferno, de Thomas N. Scortia.

## Sinopse
Em São Francisco, Doug Roberts (Paul Newman), um arquiteto, retorna de longas férias e encontra quase terminado o arranha-céu que projetou. Na verdade, se trata do maior edifício do mundo, com 138 andares de escritórios e residências, além de ter um restaurante de luxo e um heliporto na cobertura. No dia da festa de inauguração, descobre que as especificações da instalação elétrica não foram seguidas e que o prédio está sujeito a curtos-circuitos. E o pior acontece quando um incêndio começa, deixando vários convidados presos no andar de cima, sendo esta a principal preocupação de Michael O'Hallorhan (Steve McQueen), o chefe dos bombeiros, pois além da coragem da sua equipe não existe equipamento contra incêndio que consiga atingir os andares mais altos desta colossal construção e, se o fogo não estiver logo controlado, o número de vítimas será imenso. Além disto, alguns convidados se apavoram, dificultando o resgate.

## Elenco
- Steve McQueen .... Michael O'Hallorhan
- Paul Newman .... Doug Roberts
- William Holden .... James Duncan
- Faye Dunaway ....  Susan Franklin
- Fred Astaire ....  Harlee Claiborne
- O.J. Simpson ....  Harry Jernigan
- Susan Blakely ....  Patty Simmons
- Richard Chamberlain ....  Roger Simmons
- Jennifer Jones ....  Lisolette Mueller
- Robert Vaughn ....  senador Gary Parker
- Robert Wagner ....  Dan Bigelow
- Susan Flannery ....  Lorrie

## Principais prêmios e indicações
Oscar 1975 (EUA)
- Vencedor nas categorias de melhor fotografia, melhor edição e melhor canção original (We May Never Love Like This Again).
- Indicado nas categorias de melhor filme, melhor ator coadjuvante (Fred Astaire), melhor direção de arte, melhor trilha sonora - drama e melhor som.

Globo de Ouro 1975 (EUA)
- Vencedor na categoria de melhor ator coadjuvante (Fred Astaire) e Melhor Revelação Feminina (Susan Flannery).
- Indicado nas categorias de melhor atriz coadjuvante (Jennifer Jones), melhor roteiro e melhor canção original (We May Never Love Like This Again).

Prêmio Eddie 1975 (EUA)
- Vencedor na categoria de melhor edição - filme.

BAFTA 1976 (Reino Unido)
- Vencedor na categoria de melhor ator coadjuvante (Fred Astaire).
- Vencedor do prêmio Anthony Asquith para melhor trilha sonora.

Prêmio David di Donatello 1975 (Itália)
- Vencedor na categoria melhor filme estrangeiro.